# Гамбусино
«Гамбусино» (фр. Les Gambucinos) — приключенческий роман французского писателя Гюстава Эмара, написанный в 1866 году.

## Критика
Вайншток В. отмечает условность сюжета и повторяющийся для многих романов Гюстава Эмара мотив — спрятанные сокровища.